# 臨港駅
臨港駅（りんこうえき）は、かつて北海道釧路市にあった太平洋石炭販売輸送臨港線の貨物駅（廃駅）である。

## 歴史
- 1926年（大正15年）2月1日：釧路臨港鉄道が知人駅 - 当駅間の路線延長に伴い開業。
- 1927年（昭和2年）2月20日：旅客扱いを廃止し貨物駅となる。
- 1942年（昭和17年）5月27日：旅客扱い再開。
- 1963年（昭和38年）11月1日：旅客営業廃止に伴い再度貨物駅となる。
- 1966年（昭和41年）12月1日：当駅 - 入舟町駅間廃止に伴い終着駅となる。
- 1986年（昭和61年）11月1日：知人駅 - 当駅間廃止に伴い廃駅[1]。

## 駅跡
太平洋興発が分譲する集合住宅になっている。

## 隣の駅
太平洋石炭販売輸送
臨港線
知人駅 - （真砂町駅 ※1942年廃止） - 臨港駅 - （入舟町駅）
当駅の営業キロは城山駅から10.5 km、春採駅から5.0 km。